# جاك باتلر (موسيقي)
جاك باتلر (بالإنجليزية: Jack Butler)‏ هو موسيقي ومغني أمريكي، ولد في 29 أبريل 1909، وتوفي في 2003.

## وصلات خارجية
- جاك باتلر على موقع ميوزك برينز (الإنجليزية)
- جاك باتلر على موقع أول ميوزيك (الإنجليزية)